# كاماز تايفون
كاماز تايفون هي مركبة مدرعة مضادة للكمائن والألغام، روسية الصنع تنتج بواسطة مصنع كاماز وهي مركبة مدرعة ذات عجلات تمتلك شاسيه وهيكل من نوع خاص يحميان الطاقم والأفراد من الطلقات والألغام. وتستخدم في العربة دروع خاصة متعددة الطبقات مختلفة الأنواع. وبوسع العربة حماية أفرادها من انفجار ألغام يبلغ وزنها 8 كغم من مادة التروتيل ومن الإصابة بالطلقات الخارقة الحارقة.

تايفون أثناء العرض العسكري

## مواصفات
تتوفر في العربة فتحات لإطلاق النار. ويتم إنزال الأفراد عبر البابين الخلفي والجانبي. من الوسائل التي تؤمن حماية الأفراد من الرصاص والألغام، ويمكن تجهيزها بأنواع مختلفة من الأجهزة الحربية ذات التحكم عن بعد مع تشكيلة من الأسلحة المدفعية الخفيفة وأسلحة المشاة الثقيلة، كما أنها مزودة بمحرك ديزل قوي كومينز 350 صنع بالكامل في مصنع كاماز. و تسع العربة المدرعة 16 فرد وتتحمل العربة «تايفون» انفجار عبوة ناسفة بقوة 8 كيلوغرامات من التروتيل. ويمكن أن ينصب في العربة رشاش يطلق النار بواسطة لوحة تحكّم ترد إليها إشارات من كاميرات الفيديو الخمس التي تضمن أيضا رؤية دائرية للسائق حتى في حال تحطّم الزجاج الأمامي. و المدرعة يمكن أن تزود بمختلف أنواع الاسلحة بما فيها أسلحة المدفعية الثقيلة وتصل السرعة القصوى للعربة إلى 100 كم/ الساعة.

نموذجين من العربة بشكل مختلف